# Comté de Lincoln (Washington)
Pour les articles homonymes, voir Lincoln et Comté de Lincoln.
Le comté de Lincoln (en anglais : Lincoln County) est un comté de l'État américain de Washington. Son siège est Davenport. Selon le recensement de 2000, sa population est de 10 570 habitants.

## Géolocalisation
| Comté d'Okanogan | Comté de Ferry   | Comté de Stevens |
| Comté de Grant   | Comté de Lincoln | Comté de Spokane |
|                  | Comté d'Adams    | Comté de Whitman |